# Passiflora rubra
Passiflora rubra L. – gatunek rośliny z rodziny męczennicowatych (Passifloraceae Juss. ex Kunth in Humb.). Występuje naturalnie na Karaibach, w Wenezueli, Kolumbii, Ekwadorze, Peru, Boliwii, Gujanie, Gujanie Francuskiej i Brazylii (w stanach Pará, Tocantins, Bahia, Ceará, Maranhão oraz Pernambuco. 

## Morfologia
PokrójZielne, owłosione liany.
LiściePodwójnie klapowane, podłużne, sercowate u podstawy, skórzaste. Mają 10 cm długości. Całobrzegie, z ostrym lub tępym wierzchołkiem. Ogonek liściowy jest owłosiony i ma długość 10–50 mm. Przylistki są liniowe o długości 5–8 mm.
KwiatyPojedyncze lub zebrane w pary. Działki kielicha są liniowo lancetowate, mają 1–3 cm długości. Płatki są liniowe, mają 1–2 cm długości. Przykoronek ułożony jest w jednym rzędzie, biało-purpurowy, ma 5–18 mm długości.
OwoceSą prawie jajowatego kształtu. Mają 2–6 cm długości i 1,5–3 cm średnicy.

## Biologia i ekologia
Występuje w wiecznie zielonych lasach na wysokości do 900 m n.p.m.